# مجموعة الجيوش ح
مجموعة الجيوش ح ( Heeresgruppe H ) مجموعة من الجيش الألماني في هولندا وفي شمال الراين-وستفاليا خلال الحرب العالمية الثانية.
تم تنشيط مجموعة الجيوش ح (لهولندا) في 11 نوفمبر 1944 في هولندا. احتوى على جيش المظليين الأول والجيش الخامس عشر (في يناير 1945 وحل محله الجيش الخامس والعشرون ). حامية هولندا مع اثني عشر فرقة. في مارس 1945، أصبحت مجموعة الجيش هيريسغروب نوردويست تحت قيادة إرنست بوش «أوبيربهيلهلبر نوردويست» (OB نورد ويست، القيادة الشمالية الغربية العليا). بعد أن تم طرده من نهر الراين من خلال عملية اسكواش، في 4 مايو 1945 استسلم OB Nordwest في هيث لونيبورغ إلى المارشال الميداني مونتغمري.

## القادة
|  | {{{officeholder}}} |
|  | {{{officeholder}}} |
|  | {{{officeholder}}} |

## ترتيب المعركة (1944)
- جيش المظلات الأول
- الجيش الخامس عشر

## ترتيب المعركة (1945)
- جيش المظلات الأول
- الجيش الخامس والعشرون

## ببليوغرافيا
- Tessin, Georg (1980). Die Landstreitkräfte: Namensverbände / Die Luftstreitkräfte (Fliegende Verbände) / Flakeinsatz im Reich 1943–1945 [Ground forces: Named units and formations / Air forces (Flying units and formations) / Anti–aircraft service in the Reich 1943–1945] (بالألمانية). Osnabrück: Biblio. Vol. 14. ISBN:3-7648-1111-0. {{استشهاد بكتاب}}: |عمل= تُجوهل (help)  Tessin, Georg (1980). Die Landstreitkräfte: Namensverbände / Die Luftstreitkräfte (Fliegende Verbände) / Flakeinsatz im Reich 1943–1945 [Ground forces: Named units and formations / Air forces (Flying units and formations) / Anti–aircraft service in the Reich 1943–1945] (بالألمانية). Osnabrück: Biblio. Vol. 14. ISBN:3-7648-1111-0. {{استشهاد بكتاب}}: |عمل= تُجوهل (help)  Tessin, Georg (1980). Die Landstreitkräfte: Namensverbände / Die Luftstreitkräfte (Fliegende Verbände) / Flakeinsatz im Reich 1943–1945 [Ground forces: Named units and formations / Air forces (Flying units and formations) / Anti–aircraft service in the Reich 1943–1945] (بالألمانية). Osnabrück: Biblio. Vol. 14. ISBN:3-7648-1111-0. {{استشهاد بكتاب}}: |عمل= تُجوهل (help)